# NGC 2722
NGC 2722 је спирална галаксија у сазвежђу Хидра која се налази на NGC листи објеката дубоког неба.
Деклинација објекта је - 3° 42' 35" а ректасцензија 8h 58m 46,1s. Привидна величина (магнитуда) објекта NGC 2722 износи 12,7 а фотографска магнитуда 13,5. Налази се на удаљености од 41,420 милиона парсека од Сунца. NGC 2722 је још познат и под ознакама NGC 2733, MCG -1-23-14, IRAS 08562-0330, PGC 25221.